# گیلتسم
گیلتسم (به آلمانی: Gilzem) یک شهر در آلمان است که در بیتبورگ-پروم واقع شده‌است.